# Onosma rigidum
Onosma rigidum är en strävbladig växtart som beskrevs av Carl Friedrich von Ledebour. Onosma rigidum ingår i släktet Onosma och familjen strävbladiga växter. Inga underarter finns listade i Catalogue of Life.